# Amstel Gold Race 2008
De 43ste editie van de Amstel Gold Race werd gehouden op zondag 20 april 2008. De rit was 257,4 km lang en ging van Maastricht naar Valkenburg. Het parcours telde 31 hellingen.

## Koersverloop
De aanloop naar de finale werd bepaald door een driemans kopgroep, die ontstond na circa 35 kilometer. De kopgroep bestond uit Albert Timmer (NED, Skil-Shimano) Kristof Vandewalle (BEL, Topsport Vlaanderen) en Joeri Krivtsov (UKR, AG2R). Hun voorsprong liep snel op, tot maximaal bijna 13 minuten na 86 kilometer koers.
De kopgroep werd ingelopen bij de tweede beklimming van de Loorberg, met nog circa 40 kilometer te gaan: Niki Terpstra (NED, Milram) was de eerste die aansloot.
Na vluchtpogingen van onder anderen Robert Gesink (NED, Rabobank), Carlo Scognamiglio (ITA, Barloworld) en Dario Cataldo (ITA, Liquigas), ontsnapte op de Eyserbosweg (nog 18 kilometer te gaan) een duo aan het peloton: Kim Kirchen (LUX, High Road) en Johan Vansummeren (BEL, Silence-Lotto).
Dit duo werd in de afdaling weer ingelopen, waarna een nieuw duo het probeerde: Sergej Ivanov (RUS, Astana) en Christian Pfannberger (AUT, Barloworld). Zij liepen tot 16 seconden uit, maar werden ingelopen door een elitegroep, bestaande uit Davide Rebellin (ITA, Gerolsteiner), Damiano Cunego (ITA, Lampre) en Fränk Schleck (LUX, Team CSC). Bij dit vijftal sloot al snel een kwartet renners aan (Thomas Dekker (NED, Rabobank), Karsten Kroon (NED, CSC) en het duo Joaquín Rodríguez en Alejandro Valverde (beiden ESP, Caisse d'Epargne)), waardoor de finale met een negental renners werd ingegaan.
De groep bleef bij elkaar tot aan de voet van de slotklim van de Cauberg, één kilometer voor de finish. Rodriguez begon aan de beklimming voor Cunego en zijn kopman Valverde. Kroon zette aan voor zijn kopman Schleck, maar Cunego nam het van hem over, met Schleck en Valverde in zijn wiel. Niemand kon Damiano Cunego toen echter nog bijbenen. Hierdoor won Cunego tijdens zijn allereerste deelname aan de Amstel Gold Race meteen.

## Hellingen
De 31 hellingen gerangschikt op voorkomen op het parcours.

| 1. Maasberg (65 m) 2. Adsteeg 3. Lange Raarberg 4. Bergseweg (175 m) 5. Sibbergrubbe 6. Cauberg 7. Wolfsberg 8. Loorberg 9. Schweiberg 10. Camerig 11. Drielandenpunt/Vaalserberg (320 m) 12. Gemmenicherweg, Gemmenich 13. Vijlenerbos 14. Eperheide 15. Gulperberg 16. Plettenberg | 17. Eyserweg 18. Sint-Remigiusstraat, Huls 19. Vrakelberg 20. Sibbergrubbe 21. Cauberg 22. Geulhemmerberg 23. Bemelerweg 24. Wolfsberg 25. Loorberg (215 m) 26. Gulperberg 27. Kruisberg 28. Eyserbosweg 29. Fromberg 30. Keutenberg 31. Cauberg (140 m) |

## Uitslag
| rang | renner                | land        | ploeg               | tijd       | gem.snelheid |
| ---- | --------------------- | ----------- | ------------------- | ---------- | ------------ |
| 1    | Damiano Cunego        | Italië      | Lampre              | 6u 35' 29" | 39,051 km/h  |
| 2    | Fränk Schleck         | Luxemburg   | Team CSC            | z.t.       |              |
| 3    | Alejandro Valverde    | Spanje      | Caisse d'Epargne    | op 2"      |              |
| 4    | Davide Rebellin       | Italië      | Gerolsteiner        | z.t.       |              |
| 5    | Thomas Dekker         | Nederland   | Rabobank            | op 6"      |              |
| 6    | Christian Pfannberger | Oostenrijk  | Team Barloworld     | op 14"     |              |
| 7    | Sergej Ivanov         | Rusland     | Astana              | op 18"     |              |
| 8    | Joaquín Rodríguez     | Spanje      | Caisse d'Epargne    | op 23"     |              |
| 9    | Karsten Kroon         | Nederland   | Team CSC            | op 27"     |              |
| 10   | Jérôme Pineau         | Frankrijk   | Bouygues Télécom    | op 45"     |              |
| 11   | Fabian Wegmann        | Duitsland   | Gerolsteiner        | z.t.       |              |
| 12   | Simon Gerrans         | Australië   | Crédit Agricole     | z.t.       |              |
| 13   | Rinaldo Nocentini     | Italië      | AG2R-La Mondiale    | z.t.       |              |
| 14   | Benoît Vaugrenard     | Frankrijk   | Française des Jeux  | op 51"     |              |
| 15   | Stefan Schumacher     | Duitsland   | Gerolsteiner        | z.t.       |              |
| 16   | Kjell Carlström       | Finland     | Liquigas            | z.t.       |              |
| 17   | Johan Vansummeren     | België      | Silence - Lotto     | z.t.       |              |
| 18   | Martin Elmiger        | Zwitserland | AG2R-La Mondiale    | z.t.       |              |
| 19   | Oscar Freire          | Spanje      | Rabobank            | z.t.       |              |
| 20   | Kim Kirchen           | Luxemburg   | Team High Road      | op 1' 00"  |              |
| 21   | Robert Gesink         | Nederland   | Rabobank            | op 1'19"   |              |
| 29   | Philippe Gilbert      | België      | Française des Jeux  | op 1'55"   |              |
| 55   | Alessandro Ballan     | Italië      | Lampre              | op 2'57"   |              |
| 66   | Dario Cataldo         | Italië      | Liquigas            | op 5'08"   |              |
| 112  | Joeri Krivtsov        | Oekraïne    | AG2R-La Mondiale    | op 9'32"   |              |
| 114  | Niki Terpstra         | Nederland   | Milram              | z.t.       |              |
| 123  | Kristof Vandewalle    | België      | Topsport Vlaanderen | z.t.       |              |
| 126  | Albert Timmer         | Nederland   | Skil-Shimano        | z.t.       |              |
| 130  | Carlo Scognamiglio    | Italië      | Team Barloworld     | z.t.       |              |
| 147  | Tony Martin Laatste   | Duitsland   | Team High Road      | op 13' 45" |              |

1966 · 1967 · 1968 · 1969 · 1970 · 1971 · 1972 · 1973 · 1974 · 1975 · 1976 · 1977 · 1978 · 1979 · 1980 · 1981 · 1982 · 1983 · 1984 · 1985 · 1986 · 1987 · 1988 · 1989 · 1990 · 1991 · 1992 · 1993 · 1994 · 1995 · 1996 · 1997 · 1998 · 1999 · 2000 · 2001 · 2002 · 2003 · 2004 · 2005 · 2006 · 2007 · 2008 · 2009 · 2010 · 2011 · 2012 · 2013 · 2014 · 2015 · 2016 · 2017 · 2018 · 2019 · 2020 · 2021 · 2022 · 2023 · 2024

Lijst van beklimmingen
 Tour Down Under · 
 Ronde van Vlaanderen · 
 Ronde van het Baskenland · 
 Gent-Wevelgem · 
 Amstel Gold Race · 
 Ronde van Romandië · 
 Ronde van Catalonië · 
 Dauphiné Libéré · 
 Ronde van Zwitserland · 
 Ploegentijdrit Eindhoven · 
 Clásica San Sebastián · 
  Eneco Tour · 
 GP Ouest France-Plouay · 
 Ronde van Duitsland · 
 Vattenfall Cyclassics · 
 Ronde van Polen